# La Vengeance de la morte
Pour les articles homonymes, voir Le Portrait.
Pour plus de détails, voir Fiche technique et Distribution.
La Vengeance de la morte ou 	Le Portrait est un court métrage muet français réalisé par Albert Capellani, sorti en 1910.

## Fiche technique
- Titre : La Vengeance de la morte
- Titre alternatif : 	Le Portrait
- Réalisation : Albert Capellani
- Scénario : André Mouezy-Eon
- Photographie :
- Montage :
- Producteur :
- Société de production : Société cinématographique des auteurs et gens de lettres (S.C.A.G.L.), Série d'Art Pathé Frères (S.A.P.F.)
- Société de distribution :  Pathé Frères
- Pays de production :  France
- Langue : film muet avec les intertitres en français
- Métrage : 210 mètres
- Format : Noir et blanc — 35 mm — 1,33:1 —  Muet
- Genre : Film dramatique
- Durée : 7 minutes
- Date de sortie :
  - France : 28 décembre 1910

## Distribution
- Paul Capellani : le mari
- Jeanne Bérangère : la femme
- Andrée Méry : l'amie
- Fernand Tauffenberger
- René Leprince
- Faivre
- Marsa Reinhardt
- André Hall
- Blanche Marcel
- Herman Grégoire
- Émile Scipion
- Georges Paulais
- Paul Fromet
- Gabrielle Lange
- Fernande Bernard
- Yvonne Mirval
- Germaine Lançay
- Tauffenberger fils
- Georges Desmoulins
- Martin Ménier
- Madame Valbert
- Ternois
- Martsa
- Julian
- Madame Cassagne
- Rémy
- Madame Hoffmann
- Calvin
- Picot
- Desgrez
- Madame Bauval
- Nicolaï
- Raymond
- Madame Dorbel
- Suzy
- Max
- Guéry
- Gilda
- Herté
- Lebrun
- Caillot
- Nive